# Valsoreygletscher
Der Valsoreygletscher (französisch Glacier de Valsorey) ist ein Talgletscher in den südwestlichen Walliser Alpen, im Kanton Wallis der Schweiz. Er ist ungefähr 3,4 km lang bei einer durchschnittlichen Breite von 300 m und bedeckt eine Fläche von etwa 2,3 km².
Seinen Ursprung hat der Valsoreygletscher auf dem firnbedeckten Gipfel des Mont Vélan im Südwesten des Grand-Combin-Massivs auf etwa 3700 m. Der Gletscher fließt in einem Bogen zunächst nach Nordosten, dann nach Norden, später Nordwesten. Im Osten wird er von einem Grat mit zahlreichen Felsspitzen (bis 3400 m) flankiert, über diese verläuft die Grenze zwischen Italien und der Schweiz; die westliche Abgrenzung bildet der Mont de la Gouille (3212 m). Die Gletscherzunge befindet sich derzeit auf etwa 2400 m Höhe. Hier entspringt der Bach Valsorey, der in die Dranse d’Entremont mündet.
In seinem Hochstadium während der Kleinen Eiszeit erstreckte sich der Valsoreygletscher noch mehr als 1 km weiter talabwärts, wobei er von einem weiteren Gletscher am Nordhang des Mont Vélan, dem Tseudetgletscher (französisch Glacier de Tseudet, 2,3 km lang) noch Eisnachschub erhielt.